# Eurovision Song Contest 2014
Eurovision Song Contest 2014 là cuộc thi Ca khúc truyền hình châu Âu thứ 59. Cuộc thi diễn ra ở hội trường B&W Hallerne tại thủ đô Copenhagen, Đan Mạch, sau chiến thắng của quốc gia tại cuộc thi năm 2013 với ca khúc "Only Teardrops", biểu diễn bởi Emmelie de Forest. Cuộc thi bao gồm hai vòng bán kết vào ngày 6 tháng 5 và 8 tháng 5, và đêm chung kết vào ngày 10 tháng 5 năm 2014.
Áo là đất nước quán quân của cuộc thi này với ca khúc "Rise Like a Phoenix", biểu diễn bởi Conchita Wurst. Hà Lan giành vị trí á quân với ca khúc "Calm After the Storm" bởi ban nhạc The Common Linnets. Thụy Điển giành vị trí thứ 3 với ca khúc "Undo" bởi Sanna Nielsen.

## Kết quả

Các nước tham dự vòng bán kết 1
Các nước được đặc cách vào vòng chung kết, nhưng cũng được quyền bầu chọn tại vòng bán kết 1
Các nước tham dự vòng bán kết 2
Các nước được đặc cách vào vòng chung kết, nhưng cũng được quyền bầu chọn tại vòng bán kết 2

### Bán kết 1
| Thứ tự | Quốc gia   | Nghệ sĩ                | Ca khúc                   | Ngôn ngữ         | Vị trí | Số điểm |
| ------ | ---------- | ---------------------- | ------------------------- | ---------------- | ------ | ------- |
| 01     | Armenia    | Aram MP3               | "Not Alone"               | Tiếng Anh        | 4      | 121     |
| 02     | Latvia     | Aarzemnieki            | "Cake to Bake"            | Tiếng Anh        | 13     | 33      |
| 03     | Estonia    | Tanja                  | "Amazing"                 | Tiếng Anh        | 12     | 36      |
| 04     | Thụy Điển  | Sanna Nielsen          | "Undo"                    | Tiếng Anh        | 2      | 131     |
| 05     | Iceland    | Pollapönk              | "No Prejudice"            | Tiếng Anh        | 8      | 61      |
| 06     | Albania    | Hersi                  | "One Night's Anger"       | Tiếng Anh        | 15     | 22      |
| 07     | Nga        | Tolmachevy Sisters     | "Shine"                   | Tiếng Anh        | 6      | 63      |
| 08     | Azerbaijan | Dilara Kazimova        | "Start a Fire"            | Tiếng Anh        | 9      | 57      |
| 09     | Ukraina    | Mariya Yaremchuk       | "Tick-Tock"               | Tiếng Anh        | 5      | 118     |
| 10     | Bỉ         | Axel Hirsoux           | "Mother"                  | Tiếng Anh        | 14     | 28      |
| 11     | Moldova    | Cristina Scarlat       | "Wild Soul"               | Tiếng Anh        | 16     | 13      |
| 12     | San Marino | Valentina Monetta      | "Maybe"                   | Tiếng Anh        | 10     | 40      |
| 13     | Bồ Đào Nha | Suzy                   | "Quero ser tua"           | Tiếng Bồ Đào Nha | 11     | 39      |
| 14     | Hà Lan     | The Common Linnets     | "Calm After the Storm"    | Tiếng Anh        | 1      | 150     |
| 15     | Montenegro | Sergej Ćetković        | "Moj svijet" (Мој свијет) | Tiếng Montenegro | 7      | 63      |
| 16     | Hungary    | András Kállay-Saunders | "Running"                 | Tiếng Anh        | 3      | 127     |

### Bán kết 2
| Thứ tự | Quốc gia  | Nghệ sĩ                      | Ca khúc                        | Ngôn ngữ                 | Vị trí | Số điểm |
| ------ | --------- | ---------------------------- | ------------------------------ | ------------------------ | ------ | ------- |
| 01     | Malta     | Firelight                    | "Coming Home"                  | Tiếng Anh                | 9      | 63      |
| 02     | Israel    | Mei Finegold                 | "Same Heart"                   | Tiếng Anh, Tiếng Do Thái | 14     | 19      |
| 03     | Na Uy     | Carl Espen                   | "Silent Storm"                 | Tiếng Anh                | 6      | 77      |
| 04     | Gruzia    | The Shin & Mariko            | "Three Minutes to Earth"       | Tiếng Anh                | 15     | 15      |
| 05     | Ba Lan    | Donatan & Cleo               | "My Słowianie – We Are Slavic" | Tiếng Ba Lan, Tiếng Anh  | 8      | 70      |
| 06     | Áo        | Conchita Wurst               | "Rise Like a Phoenix"          | Tiếng Anh                | 1      | 169     |
| 07     | Litva     | Vilija                       | "Attention"                    | Tiếng Anh                | 11     | 36      |
| 08     | Phần Lan  | Softengine                   | "Something Better"             | Tiếng Anh                | 3      | 97      |
| 09     | Ireland   | Can-Linn feat. Kasey Smith   | "Heartbeat"                    | Tiếng Anh                | 12     | 35      |
| 10     | Belarus   | Teo                          | "Cheesecake"                   | Tiếng Anh                | 5      | 87      |
| 11     | Macedonia | Tijana                       | "To the Sky"                   | Tiếng Anh                | 13     | 33      |
| 12     | Thụy Sĩ   | Sebalter                     | "Hunter of Stars"              | Tiếng Anh                | 4      | 92      |
| 13     | Hy Lạp    | Freaky Fortune ft. RiskyKidd | "Rise Up"                      | Tiếng Anh                | 7      | 74      |
| 14     | Slovenia  | Tinkara Kovač                | "Round and Round"              | Tiếng Anh, Tiếng Slovene | 10     | 52      |
| 15     | România   | Paula Seling & Ovi           | "Miracle"                      | Tiếng Anh                | 2      | 125     |

### Chung kết
| Thứ tự | Quốc gia    | Nghệ sĩ                      | Ca khúc                        | Ngôn ngữ                     | Vị trí | Số điểm |
| ------ | ----------- | ---------------------------- | ------------------------------ | ---------------------------- | ------ | ------- |
| 01     | Ukraina     | Mariya Yaremchuk             | "Tick-Tock"                    | Tiếng Anh                    | 6      | 113     |
| 02     | Belarus     | Teo                          | "Cheesecake"                   | Tiếng Anh                    | 16     | 43      |
| 03     | Azerbaijan  | Dilara Kazimova              | "Start a Fire"                 | Tiếng Anh                    | 22     | 33      |
| 04     | Iceland     | Pollapönk                    | "No Prejudice"                 | Tiếng Anh                    | 15     | 58      |
| 05     | Na Uy       | Carl Espen                   | "Silent Storm"                 | Tiếng Anh                    | 8      | 88      |
| 06     | România     | Paula Seling & Ovi           | "Miracle"                      | Tiếng Anh                    | 12     | 72      |
| 07     | Armenia     | Aram MP3                     | "Not Alone"                    | Tiếng Anh                    | 4      | 174     |
| 08     | Montenegro  | Sergej Ćetković              | "Moj svijet" (Мој свијет)      | Tiếng Montenegro             | 19     | 37      |
| 09     | Ba Lan      | Donatan & Cleo               | "My Słowianie – We Are Slavic" | Tiếng Ba Lan, Tiếng Anh      | 14     | 62      |
| 10     | Hy Lạp      | Freaky Fortune ft. RiskyKidd | "Rise Up"                      | Tiếng Anh                    | 20     | 35      |
| 11     | Áo          | Conchita Wurst               | "Rise Like a Phoenix"          | Tiếng Anh                    | 1      | 290     |
| 12     | Đức         | Elaiza                       | "Is It Right"                  | Tiếng Anh                    | 18     | 39      |
| 13     | Thụy Điển   | Sanna Nielsen                | "Undo"                         | Tiếng Anh                    | 3      | 218     |
| 14     | Pháp        | Twin Twin                    | "Moustache"                    | Tiếng Pháp                   | 26     | 2       |
| 15     | Nga         | Tolmachevy Sisters           | "Shine"                        | Tiếng Anh                    | 7      | 89      |
| 16     | Ý           | Emma                         | "La mia città"                 | Tiếng Ý                      | 21     | 33      |
| 17     | Slovenia    | Tinkara Kovač                | "Round and Round"              | Tiếng Anh, Tiếng Slovene     | 25     | 9       |
| 18     | Phần Lan    | Softengine                   | "Something Better"             | Tiếng Anh                    | 11     | 72      |
| 19     | Tây Ban Nha | Ruth Lorenzo                 | "Dancing in the Rain"          | Tiếng Anh, Tiếng Tây Ban Nha | 10     | 74      |
| 20     | Thụy Sĩ     | Sebalter                     | "Hunter of Stars"              | Tiếng Anh                    | 13     | 64      |
| 21     | Hungary     | András Kállay-Saunders       | "Running"                      | Tiếng Anh                    | 5      | 143     |
| 22     | Malta       | Firelight                    | "Coming Home"                  | Tiếng Anh                    | 23     | 32      |
| 23     | Đan Mạch    | Basim                        | "Cliché Love Song"             | Tiếng Anh                    | 9      | 74      |
| 24     | Hà Lan      | The Common Linnets           | "Calm After the Storm"         | Tiếng Anh                    | 2      | 238     |
| 25     | San Marino  | Valentina Monetta            | "Maybe"                        | Tiếng Anh                    | 24     | 14      |
| 26     | Anh Quốc    | Molly                        | "Children of the Universe"     | Tiếng Anh                    | 17     | 40      |